# Dimorphanthera megacalyx
Dimorphanthera megacalyx är en ljungväxtart som beskrevs av Herman Otto Sleumer. Dimorphanthera megacalyx ingår i släktet Dimorphanthera och familjen ljungväxter. Inga underarter finns listade i Catalogue of Life.